# Jüdischer Friedhof (Heimerzheim)

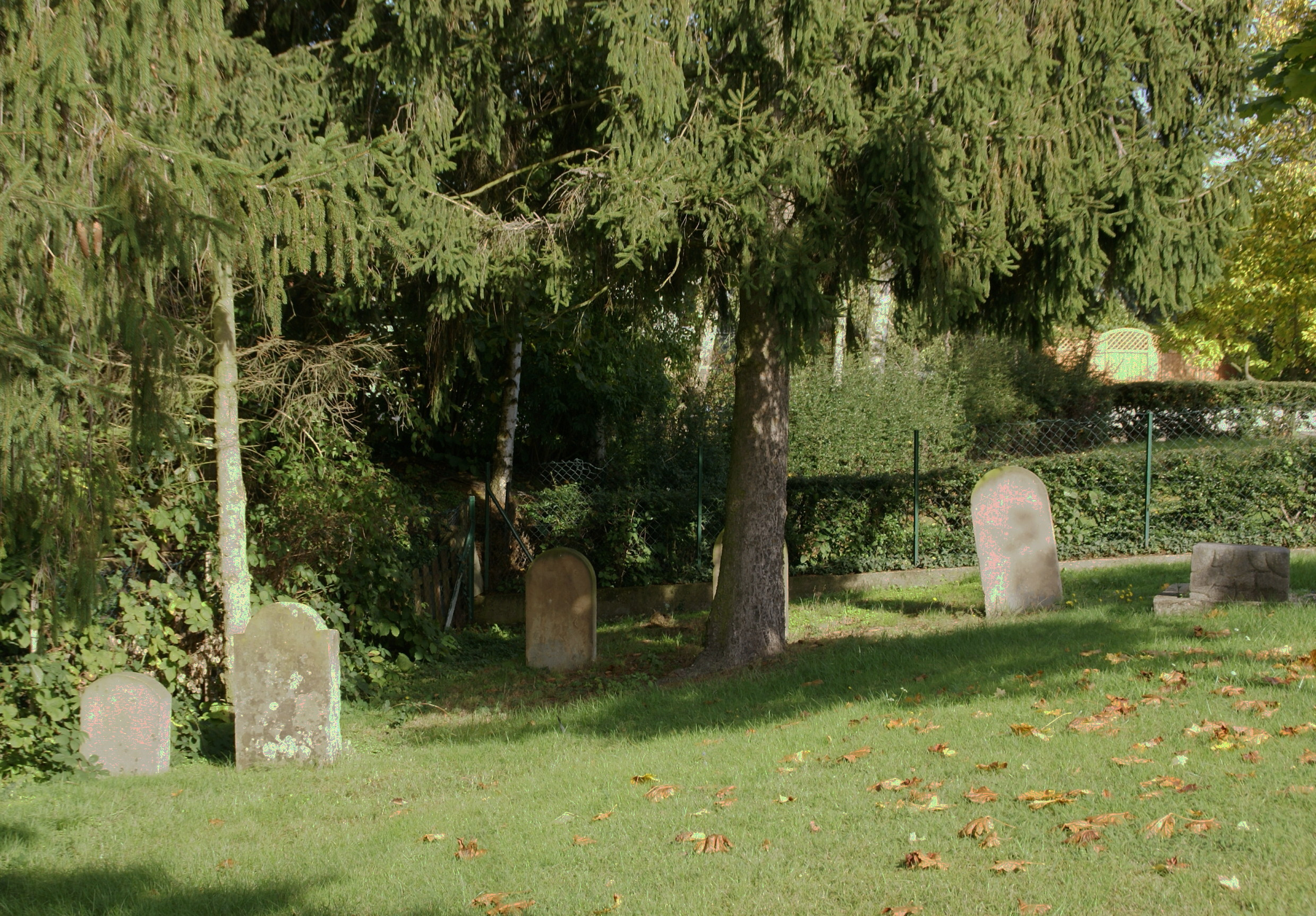
Jüdischer Friedhof Heimerzheim (2013)

Der Jüdische Friedhof Heimerzheim liegt im Ortsteil Heimerzheim der Gemeinde Swisttal im Rhein-Sieg-Kreis (Nordrhein-Westfalen). Der Friedhof ist seit 1990 ein geschütztes Baudenkmal. Auf dem jüdischen Friedhof am Dornbuschweg wurden von 1822 bis 1968 Bestattungen vorgenommen. Das Gelände des Friedhofs umfasst eine Fläche von etwa 1000 m². Heute sind nur noch zwölf Gräber und nur zehn Grabsteine (Mazewot) vorhanden.
Während der Zeit des Nationalsozialismus wurde der Friedhof verwüstet und zerstört. Die Grabsteine wurden an einen Steinmetz nach Bad Godesberg verkauft. Ein Teil der Grabsteine konnte im Jahr 1946 gefunden, identifiziert und schließlich zurückgebracht werden. 
Der Friedhof wurde 1960 von der damaligen Gemeinde Heimerzheim wiederhergestellt und konnte im Jahr 2007 von der heutigen Gemeinde Swisttal instand gesetzt werden. 1981 wurde von der Gemeinde ein Gedenkstein auf dem Friedhof errichtet. Dessen Inschrift lautet: „... sie sagten, kommt lasst uns sie vernichten. Ihr Volk ausmerzen und der Name Israel soll nie wieder erwähnt werden“, Psalmen, Kap. 83, Vers 5, Zum Gedenken an unsere jüdischen Bürger. Errichtet von der Gemeinde Swisttal am 9. November 1981. 
Im Mai 2019 wurde am Eingang des Friedhofs eine zusätzliche Informationstafel angebracht. Die Informationstafel wurde am 23. Mai 2019 eingeweiht, einem in zweifacher Hinsicht besonderen Datum: Auf den 23. Mai fiel im Jahr 2019 der jüdische Freudenfesttag Lag baOmer, der am 18. Ijjar zelebriert wird, der 23. Mai 2019 markierte zugleich den 70. Jahrestag des deutschen Grundgesetzes.